# 1964年東京オリンピックのベルギー選手団
1964年東京オリンピックのベルギー選手団（1964ねんとうきょうオリンピックのベルギーせんしゅだん）は、1964年10月10日から10月24日にかけて日本の首都東京で開催された1964年東京オリンピックのベルギー選手団、およびその競技結果。

## 概要
今大会は金メダル2個、銅メダル1個の合計3個のメダルを獲得した。

## メダル
| メダル | 選手名                 | 競技   | 種目                  |
| ------ | ---------------------- | ------ | --------------------- |
| 金     | ガストン・ローランツ   | 陸上   | 男子3000m障害         |
| 金     | パトリック・セルキュ   | 自転車 | 1000mタイムトライアル |
| 銅     | ワルテル・ホデフロート | 自転車 | 男子個人ロードレース  |